# Villeneuve-en-Perseigne
Villeneuve-en-Perseigne is een gemeente in het Franse departement Sarthe (regio Pays de la Loire). De gemeente telde op 1 januari 2022 2.189 inwoners en maakt deel uit van het arrondissement Mamers.

## Geschiedenis
De gemeente ontstond op 1 januari 2015 door de fusie van de voormalige gemeenten Chassé, La Fresnaye-sur-Chédouet, Lignières-la-Carelle, Montigny, Roullée en Saint-Rigomer-des-Bois.

## Geografie
De oppervlakte van Villeneuve-en-Perseigne bedroeg op 1 januari 2022 31,41 vierkante kilometer; de bevolkingsdichtheid was toen 69,7 inwoners per km².

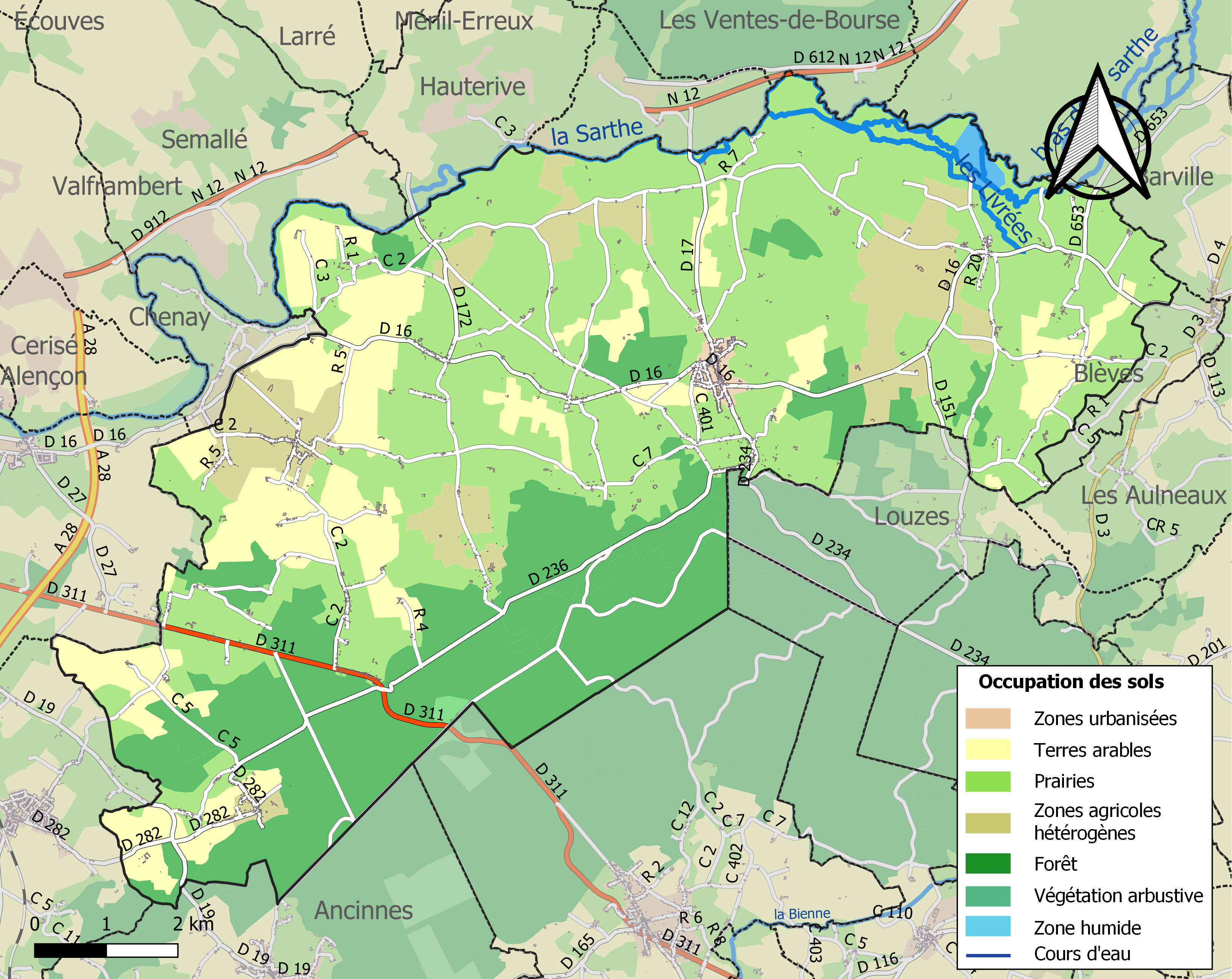
Kaart van de gemeente met de belangrijkste infrastructuur, bodemgebruik en omliggende gemeenten

## Demografie
Onderstaande figuur toont het verloop van het inwonertal (bron: INSEE-tellingen).